# Salvia hierosolymitana
Salvia hierosolymitana са вид двусемеделни растения от семейство Устноцветни (Lamiaceae). Те са тревисти многогодишни растения, разпространени в източното Средиземноморие, където обикновено расте на открити или покрити с ниски храсти терени с камениста почва.